# Anomocora marchadi
Anomocora marchadi är en korallart som först beskrevs av Auguste Jean Baptiste Chevalier 1966.  Anomocora marchadi ingår i släktet Anomocora och familjen Caryophylliidae. Inga underarter finns listade i Catalogue of Life.